# 日本芸能マネージメント事業者協会
一般社団法人日本芸能マネージメント事業者協会（にほんげいのうマネージメントじぎょうしゃきょうかい、英: Japan Entertaiments management Enterepreneurs' Association、略称：マネ協〈マネきょう〉・JEMEA）は、芸能事務所が加盟する日本の業界団体。
加盟事務所には声優事務所や新劇の劇団が多い。加盟するには2つ以上の同業他社からの推薦状が必要になる。

## 歴史
- 1970年3月8日・4月1日には芸能マネージャー協議会の設立準備会で、放芸協の関係者が参加[1]。4月7日には芸団協の関係者が参加[1]。5月9日に芸能マネージャー協議会を設立[1]。
- 1971年には日本芸能マネージャー協会に変更[1]。
- 1990年9月21日に解散、10月1日に日本芸能マネージメント事業者協会を設立[1]。
- 2005年1月11日に有限責任中間法人日本芸能マネージメント事業者協会へ改組[1]。
- 2009年5月29日に一般社団法人日本芸能マネージメント事業者協会へ移行[1]。

## 役員
| 役名     | 氏名       | 所属                   |
| -------- | ---------- | ---------------------- |
| 理事長   | 小林勝彦   | ノックアウト           |
| 副理事長 | 有賀英則   | エンパシィ             |
| 副理事長 | 小野伸一   | 仕事                   |
| 副理事長 | 佐藤達郎   | プロダクション・タンク |
| 理事     | 秋山嘉子   | アクトゥリス           |
| 理事     | 朝田孝二   | 東京俳優生活協同組合   |
| 理事     | 後藤智恵子 | 青年座映画放送         |
| 理事     | 塩田秀夫   | ジュネス               |
| 理事     | 田寺尚和   | プロダクション・エコー |
| 理事     | 田中章子   | 文学座                 |
| 理事     | 中山博実   | 劇団文化座             |
| 理事     | 福田洋平   | フクダ&Co.             |
| 理事     | 三木和人   | 円企画                 |
| 理事     | 水城大裕   | ミズキプロ             |
| 理事     | 谷津加大利 | オフィスエルアール     |
| 名誉顧問 | 山崎讓     |                        |
| 監事     | 熊野勝弘   |                        |

## 会員一覧

### 現在の会員
2025年1月現在。太字は設立時の会員（定款に記載されている会員）。
あ行
- アーツビジョン
- アートプロモーション
- RME
- アイムエンタープライズ
- Axel
- アクセント
- アルカンシェル（アクトゥリスプロダクション事業部）
- アズリードカンパニー
- ALBA
- E-sprinG
- ASlink Project
- NLT
- M.M.P.
- MC企画
- えりオフィス
- 円企画（演劇集団 円）
- エンパシィ
- 大沢事務所
- 落合事務所
- オフィス海風
- オフィスエルアール
- オフィス薫
- オフィスコバック
- オフィスCHK
- オフィス・ティービー
- オンリーユー

か行
- 懸樋プロダクション
- カレイドスコープ
- 劇団櫂
- 劇団昴
- 劇団俳優座
- 劇団文化座
- 劇団民藝
- 元氣プロジェクト
- 現代
- 声の劇団イマージュ

さ行
- ZAI OFFICE
- 三桂
- サンタプラネット（ワイスプロダクション）
- ジェイ.クリップ（リベルタ）
- シグマ・セブン
- 仕事
- シス・カンパニー
- 下町かぶき組
- ジュネス
- スターダス・21
- 青年座映画放送

た行
- 宝井プロジェクト
- 地球儀
- TAG（東京アナウンス学院）
- 東京芝居倶楽部
- 東京俳優生活協同組合
- トム・プロジェクト

な行
- ネクシード
- ノックアウト

は行
- バイ・ザ・ウェイ
- B-Box
- PuR
- ファミリーアーツ
- フクダ&Co.
- ブックスロープ
- プランダス
- ぷろじぇくと大和
- プロダクション・エコー
- プロダクション・タンク
- 文学座
- ヘリンボーン
- ベルプロダクション

ま行
- 舞プロモーション
- ミーアンドハーコーポレーション
- ミズキプロ
- MAGES.（アミュレート）

や行
- 矢島聰子事務所
- ゆーりんプロ
- ヨコザワ・プロダクション
- 代々木アニメーション学院

ら行
- ライターズ・カンパニー
- リマックス

わ行
- レジェンド・タレント・エージェンシー

### 賛助会員
- 映像実演権利者合同機構
- NHKエンタープライズ
- 角川大映スタジオ
- C.A.L
- 松竹
- テレビ朝日
- テレビ東京
- TBSテレビ
- 日本劇団協議会
- フジテレビジョン
- ユニオン映画

### 過去の会員
あ行
- アート（ヴォイスアート事業部）
- アールグルッペ
- アイエス
- あいかんぱにい
- 青い鳥創業
- 青二プロダクション
- アクターズカンパニー
- アクターズセブン
- アクターズプロモーション（解散）
- アスク・マネージメント
- アックトップ
- アドヴァンスプロモーション
- アルファーエージェンシー
- イイジマルーム（解散）
- イエローテイル
- 岩淵ぐるうぷ
- ヴィーヴ
- ウイットプロモーション（アールグルッペとして再加盟）
- うぃなぁエンタテイメント
- ウィングウェーヴ（解散）
- エーエス企画
- 81プロデュース
- エスプレイング
- エヌ・エー・シー
- エ・ネスト
- エム・アール
- エムカンパニー
- 大平プロダクション
- OYSプロデュース
- オフィス・テン
- オフィス野沢（解散）
- オフィスまとば
- オフィスもり
- オフィスPAC（解散）
- オフィス・ワット

か行
- ガイズエンタティメント
- ガジェットリンク
- 活動屋
- 九プロダクション（解散）
- 希楽星
- キリンプロ
- 銀プロダクション
- 現代制作舎
- ケンユウオフィス
- 賢プロダクション
- クレイン・リバー
- 黒澤良事務所
- ケイエムシネマ企画
- 劇団グスタフ
- 劇団東俳
- 劇団21世紀FOX（解散）
- 劇団朋友
- 劇団若草（経営破綻）
- ケッケコーポレーション
- コアミックス（冴羽商事）
- コスモスペース

さ行
- さち子プロ（解散）
- 巣山プロダクション

た行
- 田上事務所
- 竹内事務所
- 丹波企画（解散）
- D・R・A
- ティ・エイ・ジィ（東京アナウンス学院として再加盟）
- TABプロダクション
- テンダープロ
- Doaプロダクション（解散）
- 同人舎プロダクション（解散）
- トライサム
- トリアス
- トリトリオフィス

な行
- 中里事務所
- オフィスのいり

は行
- バーディ企画
- Hyper Voice Managements
- Pカンパニー
- ビーボ
- 平野企画
- ファイブ エイト
- ファンシーフリー
- プライムウェーブ・ネクシード
- プランニング・メイ
- フリーアトム（解散）
- 古舘プロジェクト
- プロジェクト・メガリス
- ぷろだくしょん★A組
- プロダクション・エース（元トライアルプロダクション）
- プロダクション東京ドラマハウス
- ぷろだくしょんバオバブ
- プロ・フィット（事業廃止）
- 放映新社
- 宝映テレビプロダクション

ま行
- マウスプロモーション
- 誠オフィス
- ミズキ事務所
- ミディアルタ（解散）
- ムーブマン
- メディアフォース

や行
- 山田栖峰子事務所
- 惟プロダクション
- 夢工房

ら行
- ラヴァンス

わ行
- 渡辺アーチスト
- 若プロダクション
- ワンダープロダクション（ワンダーとして再加盟）
- ワンダー

#### 備考
- なお、アーツビジョン及びアイムエンタープライズは、2007年6月元社長（両社同一人物）の不祥事に伴い、協会や業界に迷惑を与えた責任を取り退会したいとする申し出が受理されたため退会した（ただし、所属俳優及び社員には落ち度が無いことと業界への余計な混乱が起きかねないとの判断により、所属俳優には協会会員の出演ルールが暫定的に適用されていた）が、同年12月現在の会員一覧以降で名を連ねており、2008年1月発行の会報No.26でも新加入が報告されている。